# KAVU-TV
KAVU-TV est une station de télévision américaine affilié aux réseaux ABC, NBC et CBS, détenue par le groupe Morgan Murphy Media et située à Victoria au Texas sur le canal 25.

## Diffusion
| Canal | Image | Ratio | Programmation                      |
| ----- | ----- | ----- | ---------------------------------- |
| 25.1  | 720p  | 16:9  | KATN / ABC                         |
| 25.2  | 480i  | 16:9  | KMOL-LD (en) / NBC                 |
| 25.3  | 480i  | 16:9  | KXTS-LD (en) / CBS                 |
| 25.4  | 480i  | 16:9  | The Local AccuWeather Channel (en) |
| 25.5  | 480i  | 16:9  | Ion Television                     |